# Port Sorell
Port Sorell – miasto w Australii, w północnej części Tasmanii.